# 臺灣中學國文科課程
國文科，臺灣中等教育共同課程之一。在臺灣教育改革過程中，逐漸轉變為「語文領域」。國文課程，採用國語授課，以教授中文古典及現代文學範文為核心，廣義上則涵蓋「中國文化基本教材」及「國學概要」、「文法與修辭」、「應用文」、「文學欣賞」等選修課程。早期國文課本，由國立編譯館依課程標準統一編定，並交由臺灣書店販售，稱為「部編本」、「統編本」；1999年後，台灣開放民間出版社編輯教科書，由國立編譯館聘請學者專家負責審議，稱為「審定本」。

## 課程沿革
中華民國成立後，教育部於1912年9月公佈新學制，即所謂壬子學制，中學修業年限為四年，起訖自十三歲至十六歲，將清代中學堂課程中讀經課程廢除，原「中國文學」課程改稱「國文」。1922年，經全國教育聯合會提供「學制改革方案」，於同年11月訂定中學課程，中學開始分為初中、高中，設有「國語」科，並採學分制。1932年，又廢除學分制，改為教學時數，而後1936年、1940年、1947年都有所修改。
1952年教育部擬就「公民」、「國文」、「歷史」、「地理」等四科課程標準草案，並徵求台灣省教育廳、國立編譯館、台灣省教育廳編審委員會、台灣省立師範學院、中國教育學會、台灣省公私立中學、學者專家等等意見，於同年十一月公佈實施。國文課程中加強反共抗俄教材。1955年，將每學年每週年5小時的教學時數改為6小時。
1967年，蔣中正總統下令於台灣實施九年國民教育，教育部於隔年所公佈的「國民中學暫行課程標準」，要求注重國語文教學，並於國中三年級加授論語淺近篇章，所有國民中學各學科教科書，開始由國立編譯館統一編輯。
1983年7月，再次公佈修訂國民中學課程標準，國文科由高明擔任召集人，李鍌、李穎萍、李錫鈴、吳宏一、林國樑、林耀曾、林忠廉、黃錦鈜、曾忠華、鄭少魯、韓道成、劉銘堯擔任委員，要求重視國中、國小課程銜接，除國文科為基本科目外，並在選修科目中，增設應用文。課本選文則分為必讀教材與選讀教材，國中六個學期的文言文比例，分別為20%、30%、30%、40%、50%、60%。。
1994年，國民中學課程標準再度修正，國文科由李鍌擔任召集人，委員則有王朝田、李建興、李炳傑、李威熊、邱燮友、洪讚、柯華葳、黃錦鈜、劉兆佑、葉慶炳、劉春芳、司徒寶珠；魏仲莉、羅宗濤、蘇琇敏等人，本次修正減少每節授課時間為45分鐘，並取消選讀範文，以生活化、本土化、實用化為原則，文言選文比例則不變。

## 師資來源
為培養臺灣中等學校國文師資，中華民國教育部早期依照師範教育法在國立台灣師範大學、國立彰化師範大學、國立高雄師範大學設有國文學系培育人才。畢業於其他大學中文系者亦可修習教育學分，擔任中學國文教師。實施師資培育法後，凡修習過教育學程及專業課程，取得教師資格者，均可報考中學國文教師。
部分師資來源為就讀其他學系（例如教育系或哲學系）者，除修習教育學分（教育學程）外，另加修國文（中文）輔系二十個學分，即可擔任國文科教師。但國文（中文）系畢業生至少須修習一百個以上之專業國文學分。

## 課程目標

### 高中國文目標
依1995年10月修正之「高級中學國文課程標準」，高中國文課意在培養學生語體寫作、閱讀及欣賞能力，具備現代的語文溝通即表達技能。閱讀文言文的能力則為此一階段課程重點，希望學生能藉此養成對傳統文化、淺近古籍的興趣。此外國文課程及「中國文化基本教材」尚擔負有傳承傳統倫理、道德的使命，此一使命也成為課程改革爭論中的焦點議題。

### 國中國文目標
1. 應用語言文字，激發個人潛能，發展學習空間。
2. 培養語文創作之興趣，並提昇欣賞評析文學作品之能力。
3. 具備語文學習的自學能力，奠定終身學習之基礎。
4. 應用語言文字表情達意，分享經驗，溝通見解。
5. 透過語文互動，因應環境，適當應對進退。
6. 透過語文學習，體認中華文化，並認識臺灣不同族群文化及外國之文化習俗。
7. 應用語言文字研擬計劃，及有效執行。
8. 結合語文與科技資訊，提昇學習效果，擴充學習領域。
9. 培養探索語文的興趣，並養成主動學習語文的態度。
10. 應用語文獨立思考，解決問題。

## 課程內容

### 高中國文課程
依照1995年台灣「高級中學國文課程標準」規定，高中國文應授課六學期，每週授課時數五節。然1998年台灣實施「週休二日」制度，授課時數減少，兼以台灣高中全面正式採用學年學分制之後，國文為高中必修學科，每學期四學分，授課四節；另設有「書法」、「文法與修辭」、「國學概要」、「應用文」等選修課程，每學期一至二學分不等，各校亦得依照學校特色設置相關選修科目。
高中國文以範文教學為核心，選文以承接國民中學國文教材為原則，以為大學教育之預備學識基礎。並輔導學生寫作、課外閱讀等等。
直至1990年初，台灣高中國文教材除語文訓練外，選文大多側重於具有培養國民道德、體認中華文化等目的。故文言文選文多具有人倫道德教化意涵，多篇祭文與墓誌銘亦選入教材。至於白話文選文則受當時局勢所限制，許多現代作家作品，因為政治意識形態、題材甚或留滯中國大陸等因素，無法選為教材。另亦受編者文學審美觀點限制，選文多集中於徐志摩、朱自清、張秀亞、琦君、余光中等作家，而孫中山、蔣中正、蔣經國等人作品也選入教材。隨政治解嚴及開放民間版本之後，選文日趨多元。
依原有課程標準，文言選文比例隨學年逐步增加，平均達百分之六十五。依年段選取唐宋文、唐宋明清文、先秦兩漢六朝文，並按記敘、論說、抒情等文類分別選文。
「中國文化基本教材」則選取《四書》為教材，第一至第三學期教授《論語》，第四、第五學期教授《孟子》，第六學期則選讀《大學》、《中庸》。授課內容主要以朱熹《四書集注》為依歸，希望藉此傳承傳統儒家思想，陶鑄學生人格。教材幾經變更，曾一度以陳立夫《四書道貫》為詮釋核心，其中亦引證孫中山、蔣中正言論，實施數年之後，又全面更張，改以鄭玄、朱熹、王陽明等傳統注疏及現代學者詮釋為主。

### 國中國文課程
1968年，教育部公佈「國民中學暫行課程標準」，正式施行九年國民教育，國中教材由國立編譯館統一編輯或審定。1968年至1974年間，國中國文選文以文言文為主，且內容艱澀，注釋繁多。1975年後，選文趨於淺近，文言選文漸次減少。1997年後，國文課程大幅刪減，每冊由二十課縮為十五課。「九年一貫課程暫行綱要」中，則將國文科納入「語文領域」，列為「本國語文」部分。原國中課程，整合為七至九年級。
依1994年「國民中學國文課程標準」規定，國中國文課三學年共計六冊，每週授課時數五節。文言文選文比例由國中ㄧ年級第一學期佔20%，逐學期增加至國三下學期為60%。
2001年公佈之「國民中小學九年一貫課程暫行綱要」中，提出十大基本能力，列出各年級分段能力指標。在第三階段，亦即原屬國中課程的七至九年級，教材中逐年調整文言文與語體文之比例，由15%至35%，而基本識字量應有3,500~4,500 字，口語、書面表達能力並重發展。

## 選文範圍
原有高中國文課程，文言文選文多集中於陶潛、韓愈、柳宗元、歐陽脩、王安石、蘇軾等人作品。韻文則依難易程度、文學史發展，選有古詩、樂府詩、唐詩、宋詩、元曲等，高中三年級並選有詩經、楚辭作品。
針對「九十五年高級中學國文課程暫行綱要」，教育部編選文言文篇章四十篇，提供出版參考，臚列如下：  
- 大學首章─大學
- 燭之武退秦師─左傳
- 大同與小康─禮記
- 孫子選─孫子
- 勸學─荀子
- 諫逐客書─李斯
- 漁父─屈原
- 馮諼客孟嘗君─戰國策
- 過秦論─賈誼
- 鴻門宴─司馬遷
- 緹縈救父─班固
- 答夫秦嘉書─徐淑
- 登樓賦─王粲
- 出師表─諸葛亮
- 桃花源記─陶淵明
- 世說新語選─劉義慶
- 蘭亭集序─王羲之
- 春夜宴從弟桃花園序─李白
- 師說─韓愈
- 始得西山宴遊記─柳宗元
- 阿房宮賦─杜牧
- 虯髯客傳─杜光庭
- 岳陽樓記─范仲淹
- 醉翁亭記─歐陽脩
- 訓儉示康─司馬光
- 六國論─蘇洵
- 赤壁賦─蘇軾
- 上樞密韓太尉書─蘇轍
- 郁離子選─劉基
- 指喻─方孝孺
- 項脊軒志─歸有光
- 西湖七月半─張岱
- 原君─黃宗羲
- 廉恥─顧炎武
- 大鐵椎傳─魏禧
- 左忠毅公軼事─方苞
- 東番記（東征集）─陳第
- 紀水沙漣─藍鼎元
- 裨海紀遊選─郁永河
- 台灣通史序─連橫
- 病梅館記-龔自珍

至於語體文部份，近年選文較為廣泛，如魯迅、沈從文早已不屬禁忌，早期臺灣本土作家如賴和、楊逵亦多所選輯，目前高中國文課程中常見選文作家尚有朱光潛、徐志摩、鍾理和、吳晟、鄭清文、黃春明、莫那能、梁實秋、琦君、余光中、王鼎鈞、鄭愁予、簡媜、阿盛、吳魯芹、蕭紅、夏丏尊、豐子愷、龍應台、余秋雨、司馬中原、楊牧、林文月、陳列、林泠、張曉風、陳之藩等等。

## 選文爭議
開放民間編輯教科書，為中學國文科選文重要轉折，因各家選文不一，面對基本學力測驗、大學學科能力測驗等升學管道，許多教師、學生乃至家長，一時無所適從，民間參考書業者、補習教育業者因而纂輯各家版本重要選文，成為所謂「綜合版本」。無形中，增加學生應試負擔，各項考試中，國文試題選材過於廣泛無際，形成城鄉差距，引起教師及家長諸多批評。而每年基本學力測驗、學科能力測驗考題，經常引起爭端，如2004年《牡丹亭‧遊園》試題受國立臺灣師範大學國文學系蔡孟珍教授批評不合原著文本文意，2006年火星文作文事件實亦肇因於此。
而面對台灣政治局勢轉變，本土化風潮興起，許多政治團體、本土文化社團如台灣南社、台灣中社、台灣筆會、台灣教授協會等，曾對高中國文教材選文多所抨擊。認為原有高中國文教材，選文充滿「中华民族主义」色彩，缺乏「台灣主體性」，與台灣本土相關作家、選文極少，缺少「台灣素材」，與「現代」、「台灣」都已經疏離，應在課程安排上重視台灣文學與母語。
2004年8月，教育部宣布「九十五學年度高級中學國文課程暫行綱要」，為銜接國民中學九年一貫政策，並將於2009年實施新的「高級中學國文課程綱要」，減少每週國文授課時數，降低文言選文比例為百分之45，取消原為必修「中國文化基本教材」，改於每冊國文課本選列《論語》、《孟子》、《老子》、《莊子》、《墨子》、《韓非子》等為範文，其餘則納入選修課程之中。選修課程亦大幅修改，列有「區域文學選讀」、「小說選讀」、「論孟選讀」、「語文表達及應用」等四門。此外，語體文選文以台灣新文學以降的名家、名篇為主，應包含原住民作品。此一變革方案ㄧ經推出，立即掀起社會爭論。
中山女中國文教師李素貞、譚家化等人奔走，聯合余光中、龔鵬程、李家同、王開府、曾昭旭、張曉風、杜忠誥、許倬雲、楊懷民、李泰祥等人出面組織「搶救國文教育聯盟」，推舉余光中擔任聯盟召集人，舉辦「搶救我們的國文教育」、「孔子在哭泣」等多次記者會，發起連署行動，要求全面暫停施行「九十五學年度高級中學國文課程暫行綱要」，將未來課程綱要主導權回歸教學專業體系，主張中小學課程中每週國文應增加至六小時，維持較高的文言選文比例，保留「中國文化基本教材」。另外為因應中文國際化發展，應推動建立國際中文能力分級檢測標準，反對推行本土文學，臺灣主題性應剃除等等。相關訴求頗受媒體矚目，聲援與反對意見相繼浮現，對於國文選材、比例、目標，各方均有爭論，不同立場又與臺灣政治局勢相互拉鋸，搶救國文教育聯盟經常被批評為文化流氓。對於各方反應，教育部則一再表示暫行綱要將會如期實施。
各方爭論主要集中於授課時數縮減及文言文選文比例問題，教育部曾於2005年9月回應，認為與鄰近日本、中國大陸相比，台灣國文授課節數並未偏低，英文節數也屬常態。至於選文問題，則主張使學生可在比較現實、生活的語文情境中學習，且認為包含各冊都應編選一課的文化經典教材與古典詩歌，以及5%的增減空間，文言選文比例並未大幅降低。然而教育部與搶救國文教育聯盟等民間團體，始終無法建立共識。